# Assemblea Regionalista Valenciana
La Primera Assemblea Regionalista Valenciana fou convocada el 1907 per iniciativa de la societat València Nova, presidida per Faustí Barberà i Martí a causa del ressò de l'èxit de la Solidaritat Catalana i amb la idea de crear una Solidaritat Valenciana. Coincidí amb el II Centenari de la batalla d'Almansa.
Hi foren convidats alguns solidaristes de Catalunya, i hi intervingueren, a més de València Nova, els carlins i el Partit Republicà Radical dirigit per Rodrigo Soriano y Barroeta-Aldamar, escindits del partit de Vicente Blasco Ibáñez.
L'Assemblea Regionalista va presentar el projecte d'una Solidaritat Valenciana, per tal d'aconseguir l'autonomia política i la cooficialitat del català, entre altres punts. La proposta fracassà perquè els sorianistes se'n desvincularen; alhora, els blasquistes combateren visceralment el projecte qualificant-lo de catalanista, postura on coincidiren amb els conservadors del diari Las Provincias.